# Гіперактивність
Гіперакти́вність — стан, при якому активність і збудливість людини перевищує норму. У випадку, якщо подібна поведінка є проблемою для інших, гіперактивність трактується як психічний розлад. Гіперактивність частіше зустрічається у дітей і підлітків, ніж у дорослих людей, оскільки викликається емоціями.
У західній практиці, згідно DSM-IV-TR, прийняті терміни «стан з дефіцитом уваги» і «гіперактивний розлад» (Attention-Deficit / Hyperactivity Disorder). При цьому акцент робиться на тому факті, що саме дефіцит уваги є ключовим розладом при дитячій гіперактивності.